# Changwon Civic Stadium
Changwon Civic Stadium – wielofunkcyjny stadion w Changwon, w Korei Południowej. Jego budowa rozpoczęła się 8 grudnia 1989 roku, a otwarcia dokonano w dniach 19 i 20 marca 1993 roku. 
Pojemność obiektu wynosi 27 085 widzów. W przeszłości na stadionie swoje spotkania rozgrywały kluby Gyeongnam FC i Changwon FC. Stadion był także jedną z aren turnieju piłkarskiego na Igrzyskach Azjatyckich 2002 oraz Mistrzostw Świata U-17 2007.